# 塔馬林多區
4°52′41″S 80°58′33″W / 4.8781°S 80.9758°W
塔馬林多區（西班牙語：Distrito de Tamarindo）是秘魯的一個區，位於該國西北部皮烏拉大區的派塔省，始建於1920年8月28日，面積63.67平方公里，海拔高度17米，2005年人口4,253，人口密度每平方公里67人。